# Грінченко Геннадій Михайлович
Генна́дій Миха́йлович Грінченко (нар. 27 березня 1938, село Кіловка, тепер село Миролюбівка Житомирського району Житомирської області — ?) — український радянський діяч, новатор сільськогосподарського виробництва, директор радгоспу (виробничого об'єднання) «Совки» Києво-Святошинського району Київської області. Кандидат у члени ЦК КПУ в 1986—1990 р.

## Біографія
Трудову діяльність розпочав у 1957 році різноробом і механізатором колгоспу імені Горького Попільнянського району Житомирської області.
У 1957—1962 роках — студент Української сільськогосподарської академії. Влітку 1958 року три місяці працював комбайнером у Кустанайській області Казахської РСР.
Член КПРС з 1959 року.
У 1962—1966 роках — бригадир, головний зоотехнік допоміжного (підсобного) господарства Управління справами ЦК КПУ «Чайка» в Чернігівській області.
У 1966—1969 роках — головний зоотехнік радгоспів «Хотівський» та «Тарасівський» Києво-Святошинського району Київської області.
З 1969 по 1973 рік — заступник директора та начальник відділу тваринництва Київського тресту овоче-молочних радгоспів.
У 1973—1999 роках — директор радгоспу (виробничого об'єднання) «Совки» села Софіївська Борщагівка Києво-Святошинського району Київської області. Радгосп спеціалізувався на виробництві овочів, молока, фруктів та ягід.
У 1999—2000-х роках — директор шампіньйонного комплексу державного підприємства «Науково-дослідний, виробничий агрокомбінат «Пуща-Водиця» села Софіївська Борщагівка Києво-Святошинського району Київської області.

## Нагороди
- орден «За заслуги» III ступеня (27.05.1998)
- орден Леніна (1986)
- орден Трудового Червоного Прапора (1966)
- орден Дружби народів (1981)
- орден «Знак Пошани» (1971)
- медаль «За освоєння цілинних земель»
- медалі
- нагрудний знак «Суспільне визнання» (1998)
- Почесна грамота Кабінету міністрів України (1998)
- Заслужений працівник сільського господарства Української РСР (1988)